# Alfred Ébelot
Pour les articles homonymes, voir Ébelot.
Alfred Ébelot (Saint-Gaudens, 13 décembre 1837 - Toulouse, 23 janvier 1912) est un ingénieur et explorateur français.

## Biographie
Après l’École centrale, il émigre comme ingénieur en Argentine (1860). Il participe alors à de nombreux projets comme la construction du canal contournant Buenos Aires.
En novembre 1875, le général et ministre de la guerre Adolfo Alsina le charge d'aller établir une ville près d'Azul pour y installer les hommes du cacique Juan José Catriel qui vient de se soumettre. Mais la nouvelle révolte de Catriel décide Alsina d'arrêter son entreprise pacifique et d'y envoyer une expédition militaire (mars 1876). Ébelot est alors attaché à la colonne de l'Ouest concentré au fort San Carlos.
Après le massacre des guérilleros, Alsina confie à Ébelot la construction d'un fossé avec tranchées, fortins et télégraphes, entre Bahia Blanca et Puán pour protéger le sud de la Pampa contre les indiens.
D'octobre à décembre 1878, il participe à une expédition sur le rio Negro, traverse les Salinas Chicas (es), franchit le rio Colorado pour atteindre Choele Choel dont l'armée prend le contrôle et où le cacique Catriel se rend pour être enfermé avec les autres chefs rebelles au pénitencier de Martín Garcia.
En 1880, Ébelot s'installe à Buenos Aires où il fonde avec Émile Daireaux des journaux destinés aux colons français en Argentine.

## Publications
- Une invasion indienne dans la province de Buenos Aires, Revue des Deux-Mondes, mai 1876, p. 111-146
- La conquête de trois mille lieues carrées, Revue des Deux-Mondes, juillet 1877, p. 417-448
- L'expédition au rio Negro, Revue des Deux-Mondes, mai 1880, p. 93-124 (rééd. L'Harmattan, 2000 sous le titre La guerre dans la pampa: Souvenirs et récits de la frontière argentine, 1876-1879)
- La Pampa. Mœurs sud-américaines, ill. d'Alfred Paris, 1890 (rééd. Zulma, 1991)